# Whiplash (Aespa)
Whiplash è il quinto EP del girl group sudcoreano Aespa, pubblicato nel 2024.

## Tracce
1. Whiplash – 3:03 (testo: Leslie (XYXX) – musica: Marcus "MarcLo" Lomax, Neil Ormandy, Rosina "Soaky Siren" Russell, Lewis Jankel)
2. Kill It – 3:20 (testo: Hyun Ji-won – musica: ImlayEjaeKirsten Collins)
3. Flights, Not Feelings – 3:02 (testo: Lee Hye-yum (Jamfactory) – musica: Honey Noise (The Hub), Brown Panda (The Hub), Frankie Day (The Hub), Chanti (The Hub))
4. Pink Hoodie – 2:27 (testo: Lee Eun-hwa (153/Joombas) – musica: Didrik Thott, Sebastian Thott, Maria Marcus)
5. Flowers – 3:11 (testo: Ji Ye-won (153/Joombas) – musica: Sofia Kay, Chantry Johnson, Noémie Legrand)
6. Just Another Girl – 3:04 (testo: Lee Seu-ran – musica: Fabian Torsson, Moa "Cazzi Opeia" Carlebecker, Ellen Berg, Nermin Harambasic)

## Formazione
- Karina
- Giselle
- Winter
- Ningning